# Barbagia Rossa
Barbagia Rossa (in sardo Barbàgia Arrúbia) è stata una banda armata di estrema sinistra che ha operato tra il 1978 e il 1982 in Sardegna.

## Storia

### Formazione e atti terroristici (1978 - 1981)
Formatasi sulla base di un confronto politico con le Brigate Rosse, era composta prevalentemente da agricoltori, pastori, operai e studenti; il suo progetto era quello di convogliare le istanze rivoluzionarie sarde in un'unica organizzazione che si ponesse l'obiettivo della lotta armata per il comunismo. I primi contatti furono presi dai brigatisti Emilia Libera, Antonio Savasta e Natalia Ligas. Suoi dirigenti erano Pietro Coccone, Antonio Contena, Caterina Spano e Davide Fadda.
Il gruppo riuscì ad instaurare un forte legame con i brigatisti, dei quali talvolta divenne una costola per quanto riguarda le operazioni sull'isola, soprattutto per quanto riguarda i tentativi di evasione dal carcere di massima sicurezza dell'Asinara.
Barbagia Rossa si scaglia principalmente contro la crescente militarizzazione della Sardegna, che in quegli anni vede effettivamente aumentare il numero di basi militari sul suo territorio, compiendo numerosi attentati contro caserme dei carabinieri e dell'esercito.
Compie due attentati mortali che hanno come vittime Nicolino Zidda e Santo Lanzafame. Il primo era un operatore della colonia penale agricola di Mamone, nei pressi di Nuoro, ucciso per errore in quanto il vero obiettivo dell'agguato era un carabiniere che gli era vicino; il secondo era invece un appuntato dei carabinieri, ucciso sulla strada Nuoro-Ortobene il 31 luglio 1981.
Attorno al 1979 le BR strinsero rapporti con l'organizzazione al fine di organizzare la fuga di alcuni prigionieri politici dal carcere speciale dell'Asinara. I brigatisti Antonio Savasta ed Emilia Libera furono mandati a Cagliari per creare la colonna sarda delle BR e trasferire l'arsenale delle BR in Sardegna. Il 15 febbraio 1980, a Cagliari, una pattuglia della polizia li riconosce, ma i due riescono a fuggire.

### Lo smantellamento (1982)
Il 23 febbraio 1982, nelle campagne di Nuoro, su indicazione di Antonio Savasta, pentito dopo l'arresto, le forze dell’ordine rinvengono un grande deposito di armi delle Brigate Rosse, la cui custodia era stata affidata a Barbagia Rossa.
Le decise azioni della polizia (nel corso delle quali moriranno anche due terroristi) mettono fine al gruppo nei primi mesi del 1982. Barbagia Rossa ha operato solo in Sardegna e per la sua azione sono state inquisite 28 persone.